# Раифский Богородицкий монастырь
Раи́фский Богоро́дицкий монасты́рь — крупнейший действующий мужской монастырь Казанской епархии Русской православной церкви.

## История

### Основание в XVII веке
Раифская пустынь была основана в XVII веке отшельником Филаретом в 27 км к северо-западу от города Казани. По смерти своих родителей, следуя совету евангельскому, он раздал всё имение нищим и постригся в монашество в московском Чудовом монастыре. Всё Смутное время до смерти патриарха Гермогена (12 января 1612 года) он прожил рядом с ним и удостоился получить сан иеромонаха. Желая вести строгую иноческую жизнь в уединении, которое нарушали в Москве его знакомые и родственники, он оставил столицу и направился в низовые губернии по Волге. В 1613 году он пришёл в Казань. В Казани Филарет жил сначала в Спасо-Преображенском монастыре Казанского кремля. В 1613 году этот монах поселился на берегу Сумского (Раифского) озера, построив уединённую келью. Сначала келья отшельника стояла одиноко, и лишь только в определённые дни местные черемисы приходили на берег озера для совершения своих языческих обрядов (эти леса с давних времён считались священными у коренных жителей-черемисов).
Встреча православия с язычеством привела к тому, что сами марийцы разнесли по округе весть о появлении на берегу хижины-кельи святого человека. Но вскоре это место стало известно казанским почитателям подвижника, которые стали его посещать. Некоторые из них решили вести отшельническую жизнь и поселились рядом с Филаретом, образовав монашеский скит. По указанию Филарета была построена часовня (по легенде, её возвели после видения одному из монахов).
Филарет умер в 1659 году, а в 1661 году казанский митрополит Лаврентий дал благословение на основание монастыря. Своё название обитель получила в честь знаменитого Раифского монастыря на берегу Красного моря, где по церковному преданию от рук язычников погибли христианские монахи; соборный же храм был освящён в честь Преподобных отцев, в Синае и Раифе избиенных.
В 1668 году в монастырь была привезена точная копия Грузинской иконы Божией Матери, список с оригинала из Черногорского (Красногорского) монастыря близ посёлка Пинеги (ныне Архангельской области). Со второй половины XVII века до настоящего времени икона является главной святыней Раифского монастыря, к которой ежегодно приезжают десятки тысяч паломников.

### XVII — начало XX века
До пожара 1689 года обитель оставалась полностью деревянной. Каменный ансамбль начал складываться с рубежа XVII—XVIII веков. В 1690—1717 годах построены зубчатые стены и башни. Они вытянулись по периметру более чем на полкилометра и образовали живописный монастырский кремль.
В 1708 году возведена в камне церковь, освящённая в честь Преподобных отцев, в Синае и Раифе избиенных; в 1739—1827 годах — Софийская церковь над братскими кельями (одна из самых маленьких церквей — в храмовой части могут находиться не более десяти человек); в 1835—1842 годах — собор, освящённый в честь Грузинской иконы Божией Матери и построенный в стиле классицизма (архитектор Михаил Коринфский); в 1889—1903 годах — надвратная колокольня — самое высокое сооружение монастыря (около 60 м); в 1904—1910 годах — Троицкий собор в русском стиле (архитектор Фёдор Малиновский).

Раифская пустынь в конце 1870-х годов
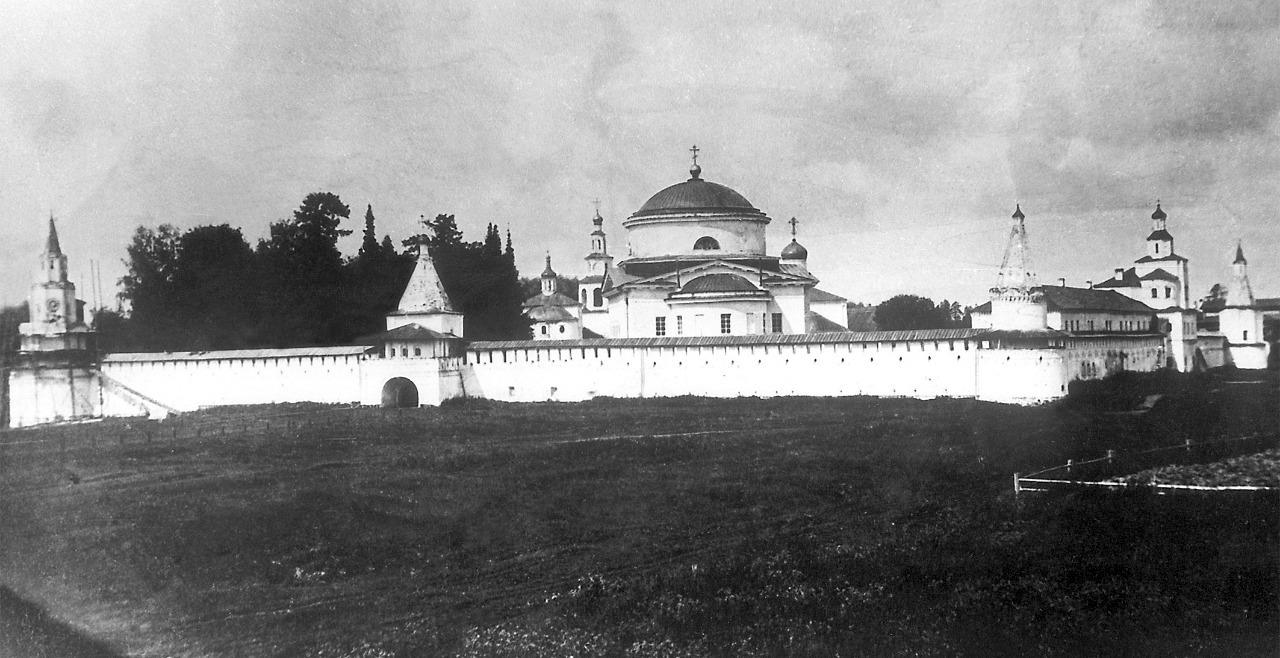
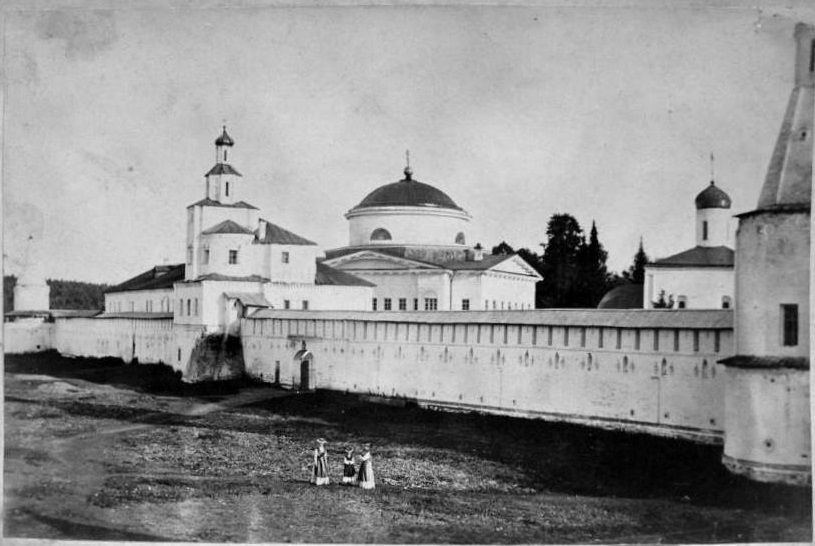

Накануне революции 1917 года в монастыре насчитывалось до 80 монахов и послушников. Ежегодный монастырский праздник отмечался 31 июля (13 августа по новому стилю), когда Грузинская икона Божией Матери с крестным ходом приносилась в Свияжск и оставалась там на двадцать дней.

### Советский период
В 1918 году обитель была официально закрыта, хотя ещё несколько лет её храмы использовались для богослужений. В 1930 году арестованы по обвинению в «контрреволюционной, антисоветской деятельности» последние иеромонахи: Антоний (Чирков), Варлаам (Похилюк), Иов (Протопопов), Иосиф (Гаврилов), Сергий (Гуськов) и послушник Пётр Тупицин. В том же году все они были расстреляны (в 1997 году Русская православная церковь прославила их в лике преподобномучеников Раифских, а в 2020 году их имена включены в Собор новомучеников и исповедников Церкви Русской).
С 1930-х годов на территории монастыря размещалась тюрьма для политзаключённых, позже — колония для малолетних преступников. В сохранившихся храмах были размещены ремонтные мастерские.

## Современное состояние
Монастырь был возвращён Русской православной церкви в 1991 году.
Первый наместник возрождённой обители архимандрит Всеволод (23 января 1959 — 20 августа 2016) говорил, что возрождение разрушенной обители могло бы быть только чудом.
23 июня 1991 года в Раифский монастырь из Казани была возвращена икона Божьей Матери «Грузинская». В тот же день в обители было совершено первое соборное богослужение.
В течение 1990-х годов был отреставрирован почти весь ансамбль обители и восстановлена полноценная монашеская жизнь. Братия насчитывает сегодня до 30 человек.
Широкую известность получил монастырский вокальный квартет «Притча», созданный в 1993 году. При монастыре с 1994 года действует приют для мальчиков.
1 сентября 1997 года Раифский монастырь посетил Святейший Патриарх Московский и всея Руси Алексий II и освятил источник и водосвятную часовню в честь преподобного Сергия Радонежского.
С 2001 по август 2022 года в обители выходила газета «Раифский Вестник» с приложением для детей «Светлячок», с 2011 по 2021 год монастырь издавал ежегодный сборник «Раифский Альманах», редактором которых была руководитель издательского отдела обители, заслуженный работник печати и массовых коммуникаций Республики Татарстан О. М. Романова (Крестинина).
1 июня 2005 года Банком России выпущена серебряная монета достоинством в 3 рубля в серии «Памятники архитектуры России», на которой запечатлён Раифский монастырь.

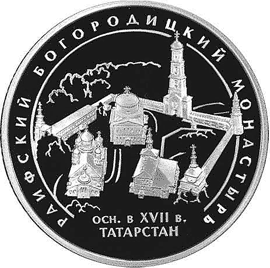
Серебряная монета (2005)

С 2008 года действует монастырская гостиница «Дом паломника».
21 июля 2016 года в обители побывал Патриарх Московский и всея Руси Кирилл.
В 2018 году наместником Раифского Богородицкого монастыря был назначен иеромонах Гавриил (Рожнов). В 2019 году получено благословение митрополита Казанского и Татарстанского Феофана на строительство Никольского скита, и в том же году создан Музей истории обители.
Восстановленный архитектурный ансамбль монастыря — один из ярких и памятников древнерусской культуры в Среднем Поволжье. Особую живописность ему придаёт уникальное природное окружение — Раифское озеро (длиной около 1,5 км и средней шириной 300 м) и сосновый лес (в 1960 году объявлен заповедным).
До наших дней на территории монастыря действуют пять храмов:
- собор, освящённый в честь иконы Божией Матери «Грузинская» (построен и освящён в 1842 году),
- храм, освящённый в честь Преподобных отцев в Раифе и Синае избиенных,
- храм в честь новомучеников и исповедников Церкви Русской (на втором этаже храма в честь Преподобных отцев в Раифе и Синае избиенных),
- собор во имя Живоначальные Троицы,
- надвратный храм, освящённый в честь Архангела Михаила.

Софийская церковь, построенная в конце XVIII века, не действует и требует реставрации.

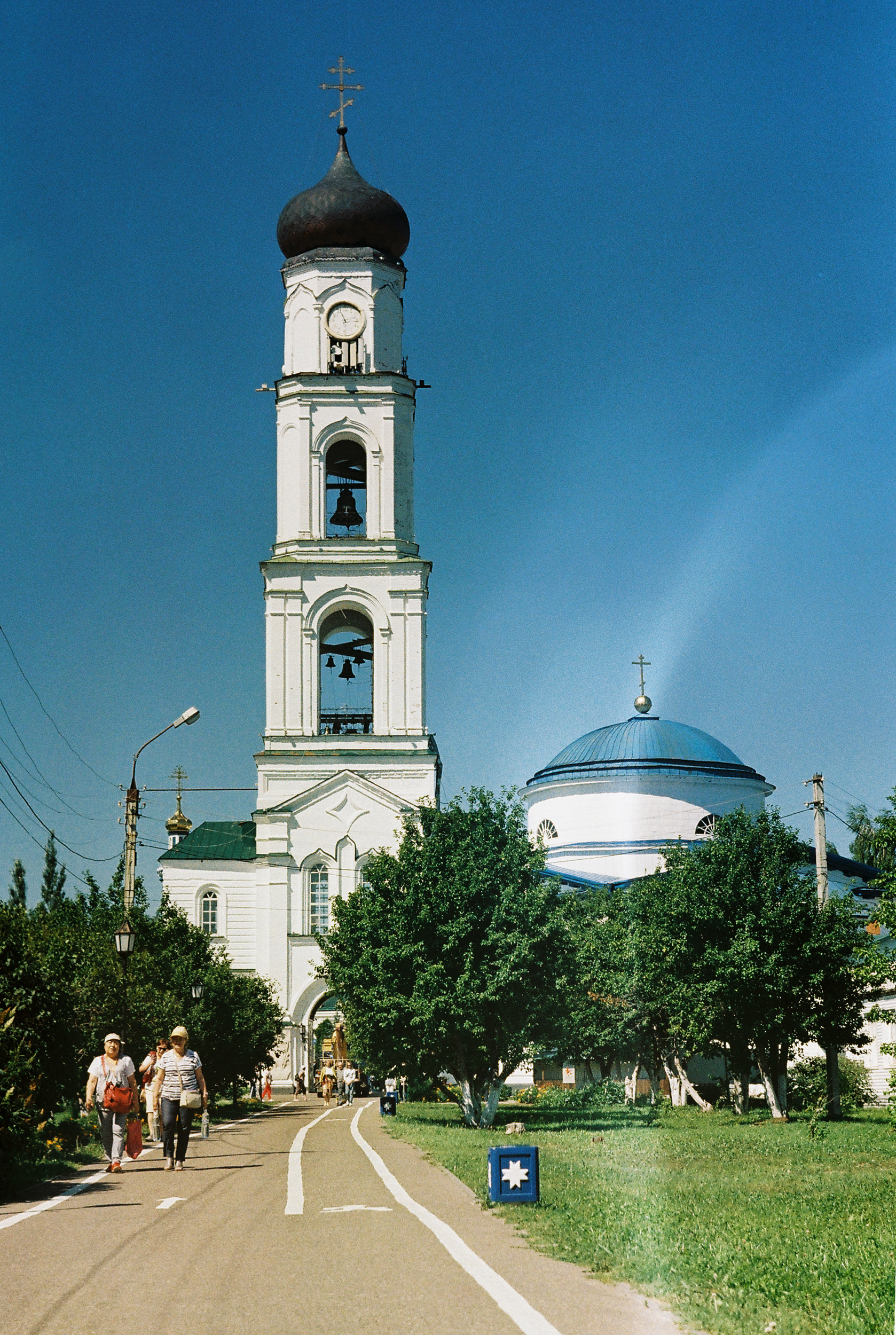
Колокольня с надвратным храмом
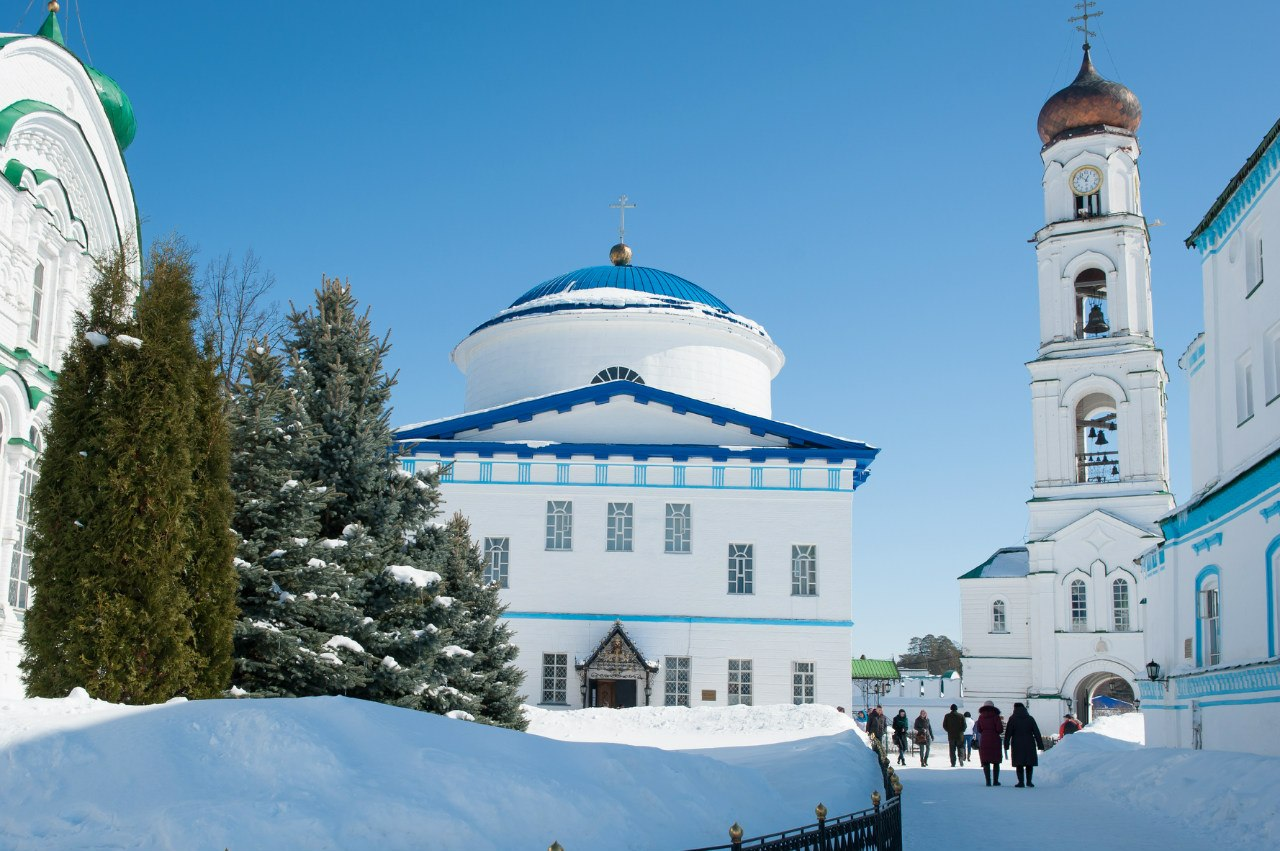
Собор, освящённый в честь иконы Божией Матери «Грузинская»
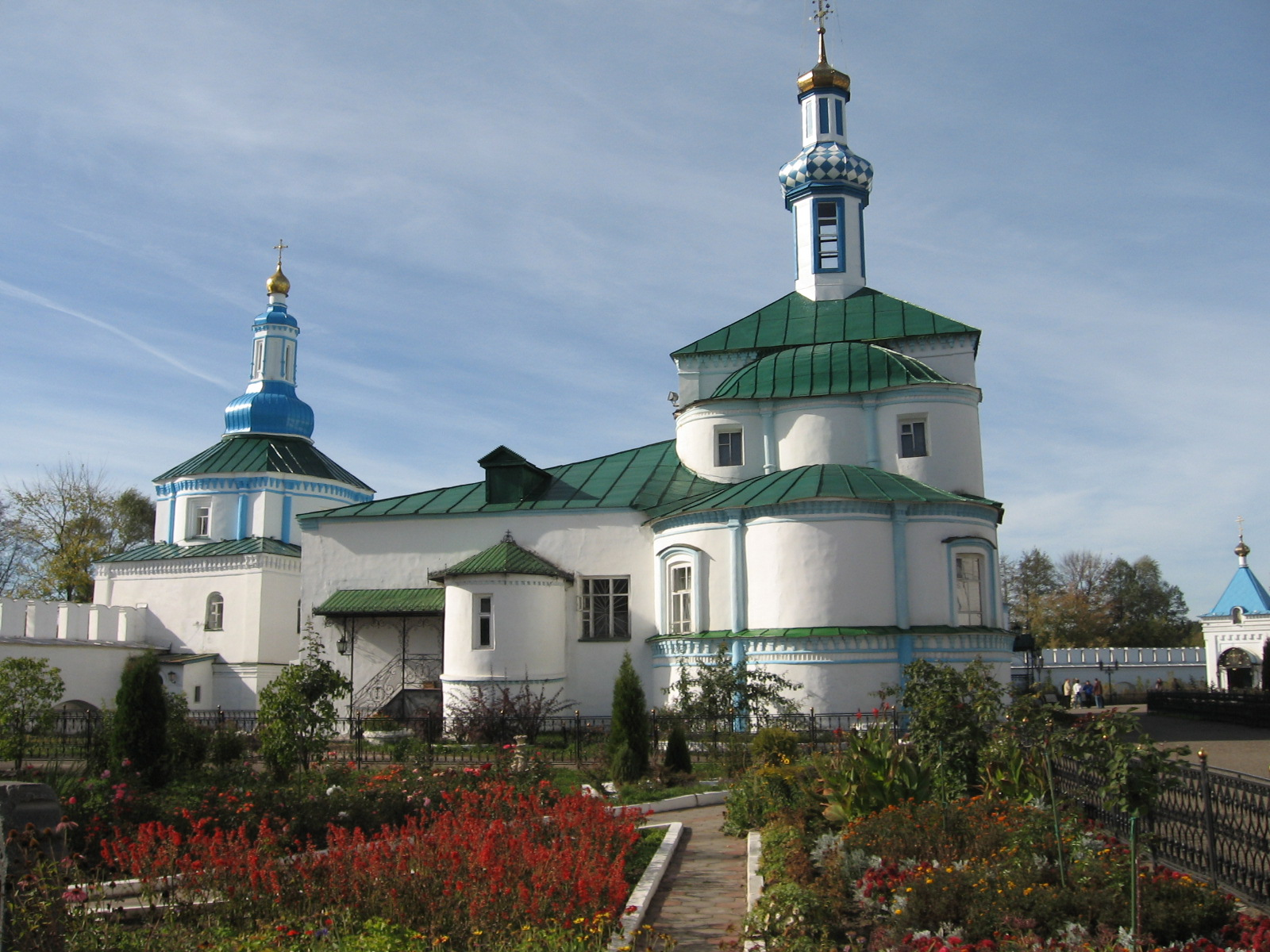
Храм, освящённый в честь Преподобных отцев, в Синае и Раифе избиенных

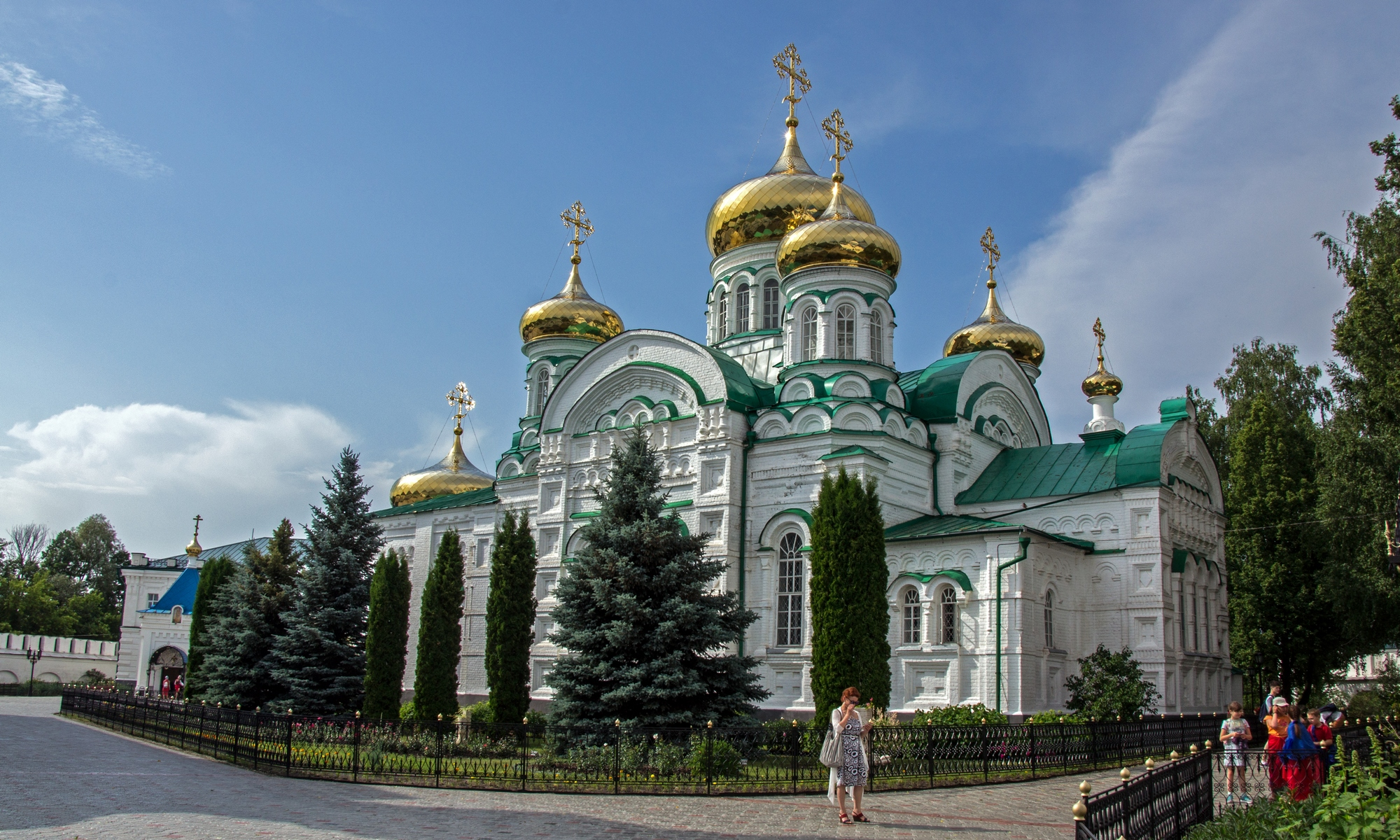
Троицкий собор
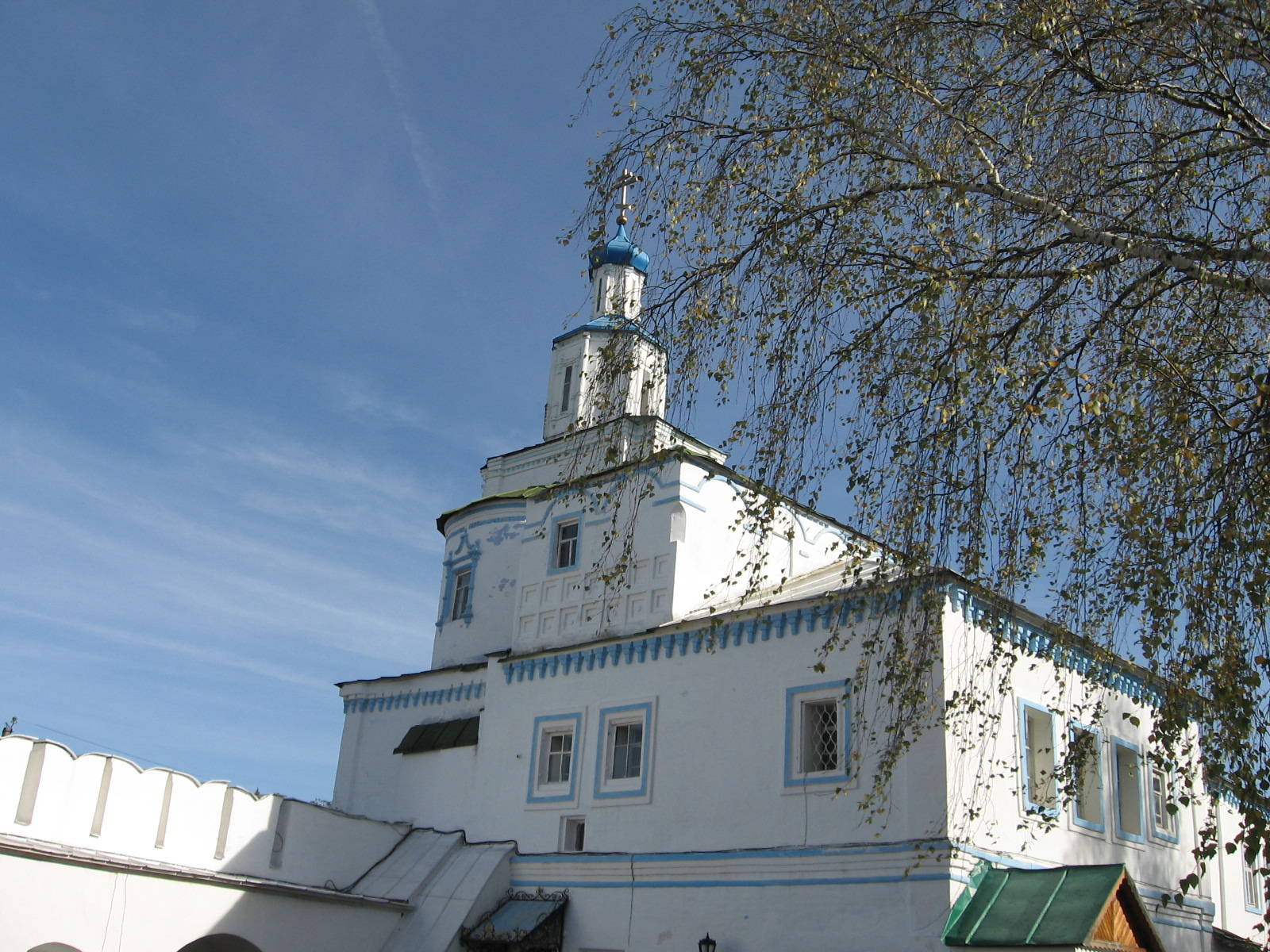
Софийская церковь
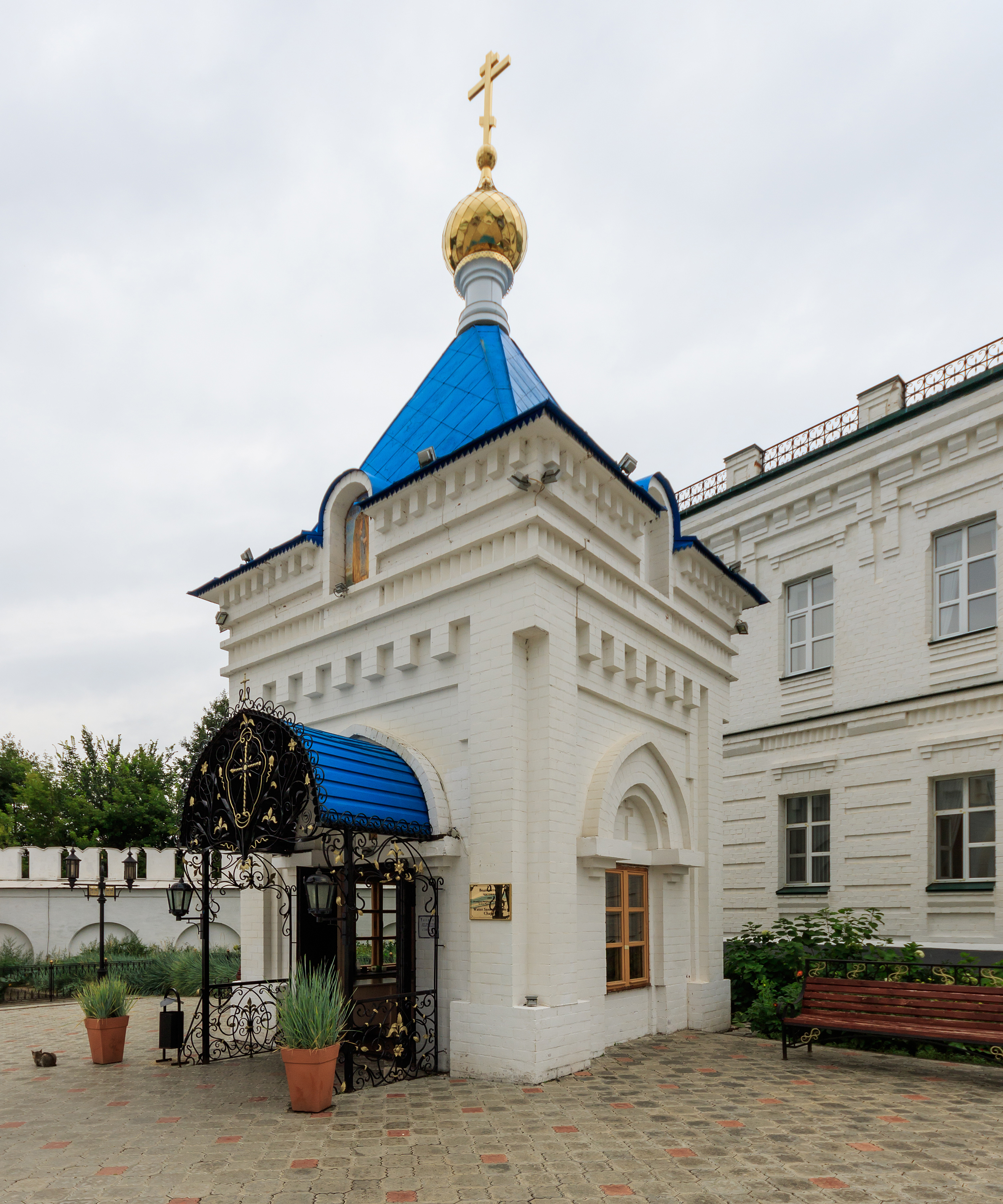
Часовня
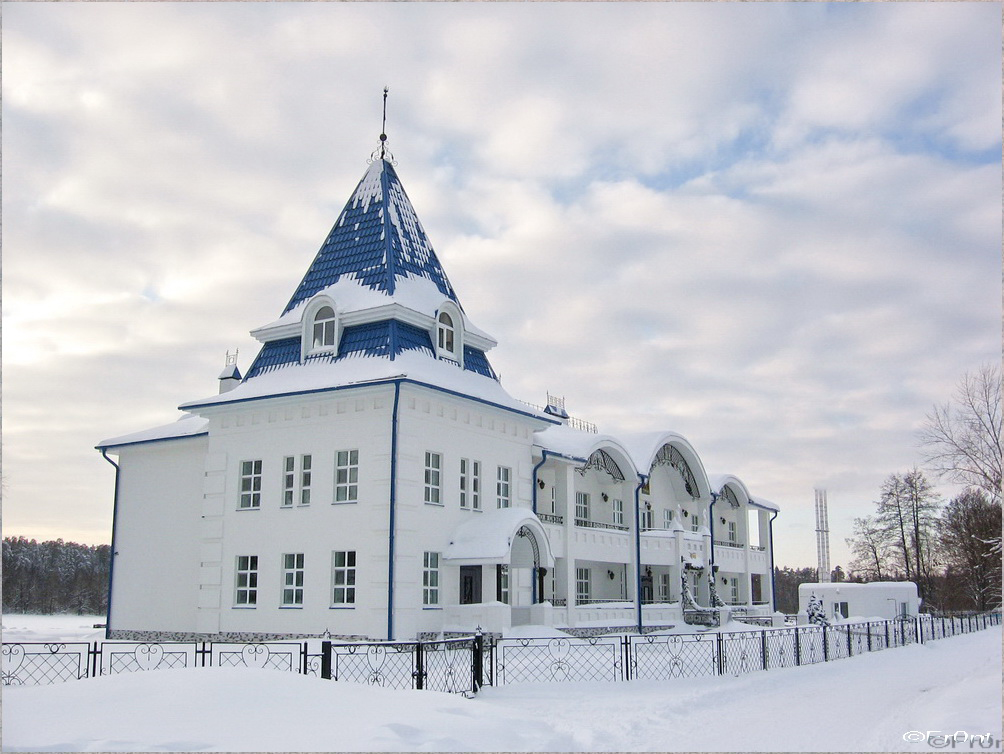
Дом паломника

## Адрес и проезд
Адрес Раифского монастыря: 422537, Республика Татарстан, Зеленодольский район, местечко Раифа.
От Северного вокзала Казани до монастыря можно добраться на автобусе 552, от автовокзала Зеленодольска — автобусом 405. Остановка «Раифа» расположена в 100 метрах от монастыря.